# Tenshō
Tenshō (japanisch 転掌) ist eine Kata im Gōjū-Ryū-Karate. Sie stammt von Chōjun Miyagi, nach seinen Nachforschungen der Wurzeln des Gōjū-Ryū in Südchina. Übersetzt heißt Tenshō Drehende Hände oder Sechs Formen.
Tensho ist nach Miyagis Reise in die südchinesische Stadt Fuzhou, Provinz Fujian, entstanden. Bei der Entwicklung orientierte sich Miyagi besonders an der chinesischen Kata Tao Rokishu. Auch Tenshō enthält wesentliche Elemente des Gōjū-Ryūs. Als Gegensatz zum Harten (jap. gō) in Sanchin übt man in Tenshō speziell das Weiche (jap. jū).
Zudem lernt man in Tenshō, seine Kraft über eine eher lang ausgeführte Atmung zu konzentrieren. Anfänger könnten bei dieser Kata Schwierigkeiten mit dem Kreislauf bekommen. Schwindel sind die Folge, lassen sich durch Atmungsübungen aber vermeiden. Unter anderem muss darauf geachtet werden, dass mit den Armbewegungen nicht ein körpergroßer Spielraum benutzt wird. Die Szenerie der Arme erfolgt eher in einem „schmalen Korridor“.
Die beiden Kata Sanchin und Tenshō ergänzen sich und bilden zusammen ein Paar, das die grundlegenden Charakteristiken des Gōjū-Ryū umfasst. Dennoch unterscheidet sich die Sanchin von der Tenshō darin, dass die Kata Tenshō mit einem entspannten Körper ausgeführt wird, hingegen die Sanchin eine starke Körperspannung und -kontrolle erfordert.

## Videos
- Andreas Ginger: Goju-Ryu Kata. Videoproduktion Geupel (DVD, ohne Altersbeschränkung, ca. 100 min)
- Mario Holderbach: Goju-Ryu-Kata. Best Fitness Solutions (DVD, ohne Altersbeschränkung)